# Spoorstraat 8-10 (Baarn)
De panden Spoorstraat 8-10 vormen een gemeentelijk monument in Baarn in de provincie Utrecht. De beide gebouwen zijn aan elkaar gebouwd. Het zijn voorbeelden van de eerste winkelbebouwing van de westzijde van Baarn.
Het oudste deel van het monument is nummer 10. Op de benedenverdieping zijn vijf etalagevensters en twee toegangsdeuren. Op de  eerste verdieping zijn drie vensters, waarvan twee recht boven de deuren op de begane grond. Het wit bepleisterde winkelpand heeft een rechte daklijst, waardoor het achterliggende huis breder lijkt.
Het pand nummer 8 heeft een etalage met winkeldeur op de onderste verdieping. Op de etage hangt een uitgebouwde erker. De bovenlichten van de drie vensters op de verdieping zijn voorzien van glas-in-lood. Het pand heeft een wolfsdak.